# Irène Kalebdjian
Irène Kalebdjian est une artiste peintre née à Paris le 25 mai 1910 et morte le 30 avril 2006 à New York. Élève de Fernand Sabatté, elle remporte en 1930 et en 1935 le second prix de Rome.

## Biographie
Irène Kalebdjian naît à Paris en 1910. Son père est Hovhannes (dit Onnik) Kalebdjian (1869-1928), antiquaire de nationalité arménienne, et sa mère Amélie Guillet (1876-1960).
Elle est élève de Fernand Sabatté, à l'Académie Julian. Elle expose à la galerie Mona Lisa dans le cadre des expositions des élèves de Fernand Sabatté en 1930, ainsi que chez Chanth, 30 rue Drouet, et à la galerie de la Grande Masse rue de Seine en 1933,. 
Irène Kalebdjian remporte le deuxième second Grand prix de Rome de peinture en 1930 sur le sujet Geneviève de Brabant, et le premier second Grand prix en 1935 sur le sujet Naissance d'Aphrodite.
Elle épouse Nicholas J. Cheffo (1916-2010) en 1946 à New York ; ils ont un fils, Jimmy Cheffo. Elle décède
le 30 avril 2006 et est enterrée au cimetière de Calverton. 

## Œuvres
- Huile sur papier, Jardinier.